# Opiacé
Ne doit pas être confondu avec opioïde.
Les opiacés sont des substances dérivées (au sens large) de l'opium et agissant sur les récepteurs opiacés. Les composés n'étant pas chimiquement apparentés à l'opium (c'est-à-dire non dérivés ou synthétisés à partir de composés naturellement présents dans l'opium) mais ayant une action similaire aux opiacés sur les récepteurs opiacés sont désignés sous le terme opioïdes.
La morphine et d'autres opiacés sont utilisés en médecine pour leur puissante action analgésique, mais avec comme inconvénient que les patients peuvent en devenir facilement et rapidement dépendants.
Les opiacés entraînent une très forte dépendance physique et psychologique (à l'exception du lopéramide qui ne franchit pas la barrière hémato-encéphalique et qui est vendu librement comme antidiarrhéique, pour un usage uniquement temporaire en phase aiguë, car s'il augmente l'absorption de l'eau du bol alimentaire, il ralentit fortement ou peut bloquer le transit voire constiper, en paralysant par son action analgésique sur leurs récepteurs opioïdes les muscles intestinaux, et peut alors favoriser des infections intestinales sévères). Ils comptent pour cette raison parmi les drogues les plus difficiles à contrer par les politiques de santé publique.

## Opiacés, source de dépendances graves
En 2016 et rien qu'aux États-Unis, malgré de nouveaux médicaments très efficace comme le naloxone, plus de 53 000 personnes sont mortes d'une overdose d'opioïdes (nombre deux fois plus élevé qu'en 2010) et en 2017 dans ce pays les usages et abus d'héroïne, de fentanyl et d'autres opiacés (issues de médicaments disponibles uniquement sur ordonnance) n'ont aucunement ralenti. Des bébés américains naissent dépendants aux opiacés et l'overdose est devenue la 1re cause de décès chez les moins de 50 ans en 2017  aux États-Unis qui, bien que n'abritant que 4 % de la population mondiale, représentaient environ 27 % de tous les décès par overdose dans le monde. 
Selon certains éthiciens, les NIH ont fait preuve d'une grande complaisance envers l'industrie pharmaceutique qui a joué un rôle majeur dans le démarrage de l'épidémie américaine en promouvant des médicaments tels que l'OxyContin (oxycodone) présentés à tort comme non-addictif. Plusieurs fabricants de médicaments opiacés comme Purdue Pharma (basé à Stamford, dans le Connecticut) et Janssen Pharmaceutica (basé à Beerse, en Belgique, mais aujourd'hui filiale de Johnson & Johnson, basée aux Etats-Unis) sont concernés par de multiples poursuites judiciaires intentées par des États américains pour commercialisation trompeuse et dissimulation de rapports d'événements indésirables.
Des experts estiment qu'il ne suffit pas de traiter les symptômes, mais qu'il faudrait aussi traiter les causes, qui sont complexes ; « un enchevêtrement complexe de problèmes sociaux et politiques, avec notamment les disparités économiques, le manque d'accès aux soins de santé complets et aux services de santé mentale, des stratégies politiques obsolètes et  une prolifération de drogues de synthèse mortelles et de mauvaises pratiques de prescription de médicaments par les médecins ».
Le 26 août 2019, Johnson & Johnson, accusé d'avoir minimisé pendant des années la dangerosité de produits opiacés, a été condamnée par le tribunal de Norman dans l'Oklahoma à payer 572 millions de dollars pour sa responsabilité dans la crise de santé publique née de prescriptions excessives d’opiacés. Selon Le Figaro, les opiacés auraient provoqué la mort par overdose de plus de 4 000 résidents de l’Oklahoma. La société pharmaceutique a fait appel de la décision du tribunal. Les laboratoires Purdue Pharma et Teva Pharmaceutical Industries avaient préféré verser respectivement 270 et 85 millions de dollars en mai à l'État d'Oklahoma pour éviter le procès.

## Classification
Les opiacés naturels se répartissent en deux groupes d'alcaloïdes : les dérivés du phénanthrène et ceux de l’isoquinoléine.

### Dérivés du phénanthrène
- Naturellement présents dans l'opium : morphine, codéine, thébaïne.
- Dérivés artisanaux : décoctions telles que le rachacha, laudanum.
- Dérivés semi-synthétiques : dihydrocodéine, héroïne, hydromorphone, oxymorphone, hydrocodone, oxycodone.
- Synthétiques : méthadone, tilidine, tramadol.

### Dérivés de l’isoquinoléine
- Naturellement présents dans l'opium : papavérine, noscapine (ou narcotine), narcéine (en).